# Nicolletia
 Nicolletia es un género de plantas fanerógamas perteneciente a la familia de las asteráceas. Tiene 3 especies descritas y  aceptadas.

## Taxonomía
El género fue descrito por Jesse More Greenman y publicado en Report of the Exploring Expedition to the Rocky Mountains in the year 1842 315. 1845	La especie tipo es: Nicolletia occidentalis A.Gray	

## Especies aceptadas
A continuación se brinda un listado de las especies del género Nicolletia aceptadas hasta julio de 2012, ordenadas alfabéticamente. Para cada una se indica el nombre binomial seguido del autor, abreviado según las convenciones y usos.
- Nicolletia edwardsii A.Gray
- Nicolletia occidentalis A.Gray
- Nicolletia trifida Rydb.